# بورايكوفتسي
بورايكوفتسي قرية تقع إدارياً ضمن تريافنا في بلغاريا. تعتمد بورايكوفتسي للبريد على الرمز البريدي 5365.